# Thomas Bailey Aldrich

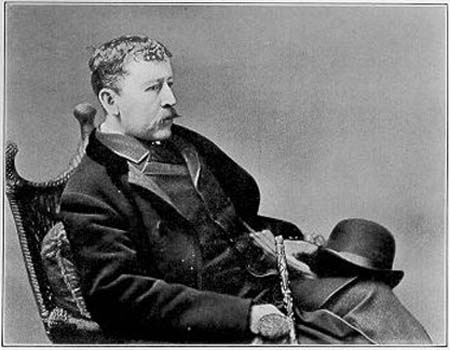
Thomas Bailey Aldrich

Thomas Bailey Aldrich (Portsmouth, Nuevo Hampshire, 11 de noviembre de 1836-Boston, Massachusetts, 19 de marzo de 1907) fue un editor, escritor de cuentos y poeta estadounidense.
Dejó la escuela a la edad de 13 años y enseguida comenzó a trabajar en periódicos y revistas. Fue editor del The Atlantic Monthly, desde 1881 hasta 1890.
Se inspiró en su infancia para crear la novela clásica para niños titulada The Story of a Bad Boy de 1870. Utilizó finales sorpresa que influyeron en el desarrollo de sus cuentos y poemas, reflejando la cultura de la Nueva Inglaterra y sus experiencias al viajar a Europa se le atribuyen la creación de varios libros entre los que destacan solo por nombrar algunos.